# Colle Umberto
Colle Umberto település Olaszországban, Veneto régióban, Treviso megyében. Lakosainak száma 5071 fő (2023. január 1.). Colle Umberto Cappella Maggiore, Conegliano, Cordignano, Godega di Sant'Urbano, San Fior és Vittorio Veneto községekkel határos.

## Népesség
A település népességének változása:
| Lakosok száma | 5079 | 5093 | 5071 |
|               | 2017 | 2018 | 2023 |